# 343. pr. Kr.
◄ | 5. stoljeće pr. Kr. | 4. stoljeće pr. Kr. | 3. stoljeće pr. Kr. | ►
◄ | 370-ih pr. Kr. | 360-ih pr. Kr. | 350-ih pr. Kr. | 340-ih pr. Kr. | 330-ih pr. Kr. | 320-ih pr. Kr. | 310-ih pr. Kr. | ►
◄◄ | ◄ | 346. pr. Kr. | 345. pr. Kr. | 344. pr. Kr. | 343 pr. Kr. | 342. pr. Kr. | 341. pr. Kr. | 340. pr. Kr. | ► | ►►
Astronomija

## Događaji
- Grad Sidon je spaljen i uništen.[nedostaje izvor]

## Vanjske poveznice
|  | Zajednički poslužitelj ima još gradiva o temi 343. pr. Kr. |